# Нейланд, Владимир Яковлевич
Владимир Яковлевич Нейланд (19 ноября 1932, Москва — 4 мая 2023, Красково, Московская область) — советский и российский учёный в области аэромеханики, член-корреспондент Академии наук СССР (1987). Является одним из создателей «Бурана». В числе прочего, создал методики, позволившие вычислять аэродинамические характеристики гиперзвуковых летательных аппаратов. Заслуженный деятель науки и техники Российской Федерации (1993). Мастер спорта СССР (1954).

## Биография
Родился в семье советского военнослужащего, участника Гражданской войны, Якова (Екаба) Кришьяновича Нейланда (1896—1964), мать, Мария Васильевна Коновалова, была учителем русского языка и литературы в средней школе. Семья жила в Москве, на Нижней Красносельской улице (д. 40), где и прошло его детство. Среднюю школу окончил с золотой медалью.
В 1949—1962 годах играл нападающим за волейбольный клуб «Локомотив» Москва.
В 1950 году поступил на физико-технический факультет МГУ, после закрытия факультета продолжил учёбу в образованном на его базе Московском физико-техническом институте (МФТИ). Окончил МФТИ в 1956 году.
Занимался волейболом, выступал за команду «Локомотив» (с 1952 года). Мастер спорта СССР (1955).
Работал с 1956 года в Центральным аэрогидродинамическом институте. Окончил аспирантуру МФТИ (1961). Кандидат физико-математических наук (1962). Доктор физико-математических наук (1972). С 1974 года занимался разработкой АКС «Буран».
Начальник отдела (1972—1978), начальник отделения (1979—1995), с 1987 года заместитель директора, директор 1994—1998, почётный директор (1998—2000).
Преподавал в Московском физико-техническом институте (с 1966 года, доцент (1966—1979) факультета аэромеханики и летательной техники, профессор с 1979 года).
Скончался 4 мая 2023 года после непродолжительной болезни.
Отпевание прошло 6 мая в Церкви Дмитрия Солунского в Малахово. Похоронен на кладбище Малахово-Рыбаки.

## Отзывы коллег
По мнению Джеймса Лайтхилла, вместе с Николаем Жуковским, Андреем Колмогоровым и Львом Ландау входит в четвёрку учёных СССР, определивших «лицо» современной аэродинамики.

## Награды, премии, звания
- Орден «Знак Почёта»
- Лауреат премии имени Н. Е. Жуковского (1969 — с золотой медалью, 1974 — с серебряной медалью, 2004 — с серебряной медалью).
- Заслуженный деятель науки и техники Российской Федерации (1993).[8]
- Золотая медаль имени С. А. Чаплыгина РАН (2010) — за цикл работ в области газовой динамики
- Премия имени К. Э. Циолковского РАН (2017) — за работу по аэродинамике и аэродинамическому нагреванию ВКС «Буран»
- Мастер спорта СССР по волейболу (1954)
- Благодарность Президента Российской Федерации (16.11.1998)[9]
- Премия имени Г. Г. Чёрного[10]